# Литвиненко, Иван Прохорович
Иван Прохорович Литвиненко (1 сентября 1918 — 29 июня 1944) — советский военный лётчик 828-го штурмового авиационного полка 260-й смешанной авиационной дивизии, лейтенант. Погиб во время боевого вылета: совершил огненный таран, уничтожив зенитные орудия немцев, тем самым позволив группе Ил-2 выполнить задачу.

## Биография
Родился 1 сентября 1918 году в селе Гущивка, Чигиринского района, Черкасской области, в семье колхозников. С 1927 года по 1930 год учился в начальной школе, потом продолжил учёбу в Чигиринской неполной средней школе которую закончил в 1934 году. 1935 году начинает учёбу в библиотечный техникум в городе Кременчуг. С 1937 года учится в Вольском авиационном техническом училище, в 1939 году окончивает его. В аттестационном письме как вывод, отмечалось: «Достоин присвоения звания „Воентехник II ранга“». Для продолжения военной службы был направлен в город Смоленск. С 1939 года — член ВКП(б).
В 1941 году окончил Омское военное училище. В мае 1941 года назначен авиационным механиком звена 313-го разведывательного авиационного полка, базирующегося на аэродроме в Минске.
В справке Центрального архива Министерства обороны Российской Федерации отмечается последовательное прохождение службы Ивана Литвиненко:
«С сентября 1941 года — курсант 6-й Воронежской военной авиашколы первоочередной учёбы пилотов. В июне 1942 года он слушатель Балашовской военной авиашколы. В апреле 1943 года присвоено почетное звание „Техник-лейтенант“. 18 июля 1943 года присвоено звание „Лейтенант“. С 6 августа 1943 года был командирован в распоряжение командира первого запасного авиаполка. 23 сентября 1943 года назначен на должность летчика 828-го штурмового авиационного полка 260-й смешанной дивизии».

## Подвиг
29 июня 1944 года Иван Прохорович Литвиненко выполнил огненный таран.
В этот день четверка Ил-2 из 828-го штурмового авиационного полка во главе с лейтенантом М. А. Макаровым выполняля боевой вылет по уничтожению артбатареи противника. Самолёт Ил-2 Лейтенанта И. П. Литвиненко и воздушного стрелка сержанта Г. Е. Капустина шёл во второй паре. В то время как основная группа штурмовиков бомбила и обстреливала войска и боевую технику, Литвиненко подавлял зенитный огонь, что позволило первой паре атаковать батарею. Самолёт Литвиненко был подбит. Несмотря на возможность вывести машину из пикирования и перетянуть линию фронта, Литвиненко направил самолёт в центр зенитной батареи, до самой земли стреляя из пушек и пулеметов, совершив огненный таран зениток, тем самым дав другим самолётам группы выполнить задание.

## Память
В июне 2015 года в ходе проведения Всероссийской Вахты Памяти в Карелии в Олонецком районе на краю леса у бывшей деревни Каппа были обнаружены обломки самолёта Ил-2. По обломку двигателя с сохранившимся на нём номером мотора было установлено, что этот самолёт принадлежал 828-му шап и 29 июня 1944 года он не вернулся с боевого задания. Были установлены имена экипажа — лейтенанта Литвиненко и сержанта Капустина. Среди обломков самолёта были обнаружены и останки экипажа, которые были захоронены на воинском мемориале в селе Видлица Олонецкого района..